# Montenegro en los Juegos Olímpicos de Los Ángeles 2028
Montenegro participará en los Juegos Olímpicos de Los Ángeles 2028. Responsable del equipo olímpico es el Comité Olímpico de Montenegro, así como las federaciones deportivas nacionales de cada deporte con participación.